# Тихоокеанский альянс
Тихоокеанский Альянс (исп. Alianza del Pacífico) — торговый блок, в который входят четыре латиноамериканские страны: Мексика, Перу, Чили, Колумбия. Коста-Рика стала полноправным членом после ратификации договора о свободной торговле с Колумбией.
6 июня 2012 г. в чилийском городе Антофагаста состоялся учредительный саммит Тихоокеанского альянса (АР) в составе Мексики, Перу, Колумбии и Чили. На встрече в верхах присутствовали главы всех четырех государств, министры иностранных дел Коста-Рики, Канады и Панамы принимали участие в его работе как наблюдатели. В качестве почетного гостя на саммит был приглашен король Испании.
По данным Всемирной торговой организации, страны-члены ТА экспортируют товаров в общей сложности на 445 миллиардов долларов США (2010 год), на 60 % больше, чем страны-члены МЕРКОСУР в этот же год.
Некоторые эксперты не без основания рассматривают альянс как противовес южноамериканскому гиганту — Бразилии. АР призван «перенести» полюс экономической гравитации в Латинской Америке с Бразилии на Мексику. В случае успеха новое интеграционное объединение превратится в мощный экономический блок: на государства с населением более 200 млн человек приходится 40 % ВВП Латинской Америки и 55 % региональных экспортных потоков.
Президент Боливии Эво Моралес, выступая на Форуме Сан-Паулу в 2013 году, назвал альянс геополитическим проектом США, направленным против прогрессивных, левых правительств региона — Бразилии, Венесуэлы, Аргентины, Уругвая, Эквадора и Боливии, а также таких интеграционных проектов, как МЕРКОСУР и АЛБА. Другой целью Тихоокеанского альянса он считает приватизацию природных ресурсов, в первую очередь воды и энергетики. Бывший президент Бразилии Лула да Силва объявил, что альянс стремится вернуть неолиберальный Вашингтонский консенсус в Латинскую Америку.
Тем не менее, российский эксперт Сударев Владимир Петрович отмечает: «я не разделяю некоторой эйфории по поводу Альянса, которые царят среди его членов, зная и особенности латиноамериканского менталитета („выдавать желаемое за действительное“), и печальный опыт целого ряда интеграционных начинаний в регионе».
Официальное представление Альянса состоялось в Москве, и это стало второй презентацией нового блока из 80 организованных в самых разных странах мира.

## Члены
- Чили
- Колумбия
- Мексика
- Перу
- Сингапур (ассоциированный)

### Кандидаты
- Австралия
- Канада
- Южная Корея
- Коста-Рика (в процессе получения членства)
- Сальвадор
- Гватемала
- Новая Зеландия

### Наблюдатели
- Азербайджан
- Аргентина
- Армения
- Австрия
- Бельгия
- Казахстан
- Камбоджа
- Китай
- Хорватия
- Чехия
- Дания
- Доминиканская Республика
- Восточный Тимор
- Египет
- Филиппины
- Финляндия
- Франция
- Грузия
- Германия
- Греция
- Гаити
- Гондурас
- Венгрия
- Индия
- Индонезия
- Ирландия
- Израиль
- Испания
- Италия
- Япония
- Литва
- Марокко
- Нидерланды
- Норвегия
- Пакистан
- Панама
- Парагвай
- Польша
- Португалия
- Румыния
- Саудовская Аравия
- Сербия
- Словакия
- Словения
- Испания
- Швеция
- Швейцария
- Таиланд
- Тринидад и Тобаго
- Турция
- Украина
- ОАЭ
- Великобритания
- США
- Уругвай